# Ngura
Ngura är ett utdött australiskt språk. Ngura talades i Nya Sydwales och Queensland, och tillhörde de pama-nyunganska språken.